# Huang Zhangjiayang
Huang Zhangjiayang, född 15 februari 2000 i Sichuan, är en kinesisk gymnast, som tävlar i rytmisk gymnastik.

## Karriär
Vid världsmästerskapen i rytmisk gymnastik 2023 ingick Huang Zhangjiayang i det kinesiska laget som tog guld i 5 tunnband och silver i 3 band + 2 bollar samt truppmångkampen. Vid OS 2024 ingick hon i det kinesiska laget som tog guld i truppmångkampen.